# Спенсер (Висконсин)
Спенсер (енгл. Spencer) град је у америчкој савезној држави Висконсин.

## Демографија
По попису из 2010. године број становника је 1.925, што је 7 (-0,4%) становника мање него 2000. године.
| Група             | 2000.         | 2010.         |
| Белци             | 1.903 (98,5%) | 1.859 (96,6%) |
| Афроамериканци    | 1 (0,1%)      | 0 (0,0%)      |
| Азијати           | 1 (0,1%)      | 0 (0,0%)      |
| Хиспаноамериканци | 18 (0,9%)     | 38 (2,0%)     |
| Укупно            | 1.932         | 1.925         |